# Episodi di FBI: International (prima stagione)
La prima stagione della serie televisiva FBI: International, composta da 21 episodi, è stata trasmessa in prima visione negli Stati Uniti d'America da CBS dal 21 settembre 2021 al 23 maggio 2022.
In Italia la stagione è stata trasmessa in prima visione assoluta su Rai 2 dall'8 gennaio 2022 all'11 febbraio 2023.
| nº | Titolo originale                | Titolo italiano                 | Prima TV USA      | Prima TV Italia  |
| -- | ------------------------------- | ------------------------------- | ----------------- | ---------------- |
| 1  | Pilot                           | Operazione falco grigio         | 21 settembre 2021 | 8 gennaio 2022   |
| 2  | The Edge                        | Oltre il limite                 | 28 settembre 2021 | 15 gennaio 2022  |
| 3  | Secret as Weapons               | Criptovaluta                    | 5 ottobre 2021    | 22 gennaio 2022  |
| 4  | American Optimism               | Ottimismo americano             | 12 ottobre 2021   | 29 gennaio 2022  |
| 5  | The Soul of Chess               | L'anima degli scacchi           | 2 novembre 2021   | 12 febbraio 2022 |
| 6  | The Secrets She Knows           | Segreti                         | 9 novembre 2021   | 19 febbraio 2022 |
| 7  | Trying to Grab Smoke            | Nostalgia                       | 16 novembre 2021  | 5 marzo 2022     |
| 8  | Voice of the People             | Voce del popolo                 | 7 dicembre 2021   | 12 marzo 2022    |
| 9  | One Kind of Madman              | Crisi alla Filarmonica          | 4 gennaio 2022    | 26 marzo 2022    |
| 10 | Close to the Sun                | Vicino al sole                  | 11 gennaio 2022   | 2 aprile 2022    |
| 11 | Chew Toy                        | La tratta                       | 1º febbraio 2022  | 9 aprile 2022    |
| 12 | One Point One Million Followers | Follower                        | 22 febbraio 2022  | 23 aprile 2022   |
| 13 | Snakes                          | Serpenti                        | 8 marzo 2022      | 30 aprile 2022   |
| 14 | The Kill List                   | La lista nera                   | 22 marzo 2022     | 7 maggio 2022    |
| 15 | Shouldn't Have Left Her         | Non avrei dovuto lasciarla      | 29 marzo 2022     | 14 maggio 2022   |
| 16 | Left of Boom                    | Un caro amico                   | 12 aprile 2022    | 21 maggio 2022   |
| 17 | Uprooting                       | Sradicamento                    | 19 aprile 2022    | 21 gennaio 2023  |
| 18 | On These Waters                 | Su queste acque                 | 26 aprile 2022    | 28 gennaio 2023  |
| 19 | Get That Revolution Started     | Che la rivoluzione abbia inizio | 10 maggio 2022    | 4 febbraio 2023  |
| 20 | Black Penguin                   | Pinguino nero                   | 17 maggio 2022    | 11 febbraio 2023 |
| 21 | Crestfallen                     | Compromessa                     | 23 maggio 2022    | 11 febbraio 2023 |

## Operazione falco grigio
- Titolo originale: Pilot
- Diretto da: Michael Katleman
- Scritto da: Dick Wolf e Derek Haas

### Trama
Quella che era iniziata come una semplice indagine per omicidio su una proprietà federale a New York City si è trasformata in una caccia all'uomo. L'ufficio di New York chiede l'aiuto dell'International Fly Team con sede a Budapest dopo aver scoperto che il loro fuggitivo è scappato in Europa.
- Nota. Questo episodio conclude il crossover che inizia con il primo episodio della quarta stagione di FBI e continua con il primo episodio della terza stagione di FBI: Most Wanted.
- Guest star: Missy Peregrym (agente speciale Maggie Bell), Zeeko Zaki (agente speciale Omar Adom 'OA' Zidan), Jeremy Sisto (agente speciale assistente del comando Jubal Valentine), Alana de la Garza (agente speciale al comando Isobel Castille), Julian McMahon (agente speciale capo di primo livello Jess LaCroix), Kellan Lutz (agente speciale Kenny Crosby), James Chen (Ian Lim), Taylor Anthony Miller (Kelly Moran), Oded Fehr (Colin Kent), Annemarie Lawless (Andrea Walcott), Samantha Blaire (Sunny), Ivica Marc (Andrej Sipek), Kushtrim Hoxha (Oliver Magzan), Pablo Scola (Ivan Kuprevic), Aaron Vodovoz (Horvat), Oleg Kricunova (Fedir Roschcha), István Gőz (Orlic).

- Ascolti Italia: telespettatori 1 245 000 – share 5,10%[2]

## Oltre il limite
- Titolo originale: The Edge
- Diretto da: Michael Katleman
- Scritto da: Derek Haas

### Trama
Una giovane madre fugge in Ungheria con il figlio dopo aver perso la custodia congiunta negli Stati Uniti; dopo che il ragazzo viene rapito in pieno giorno a Budapest, il team si chiede quale genitore sia il pericolo nella vita del bambino.
- Guest star: Jeremy Sisto (agente speciale assistente del comando Jubal Valentine), Jordan Belfi (Gary Milgrave), Lili Bordan (Katya Horvat), Cade Woodward (David Milgrave), Tom Morley (Lucas Robinson), Casey Braxton (District Attorney Mike Tompala), Alex Brock (Anthony), Olaszi Miklós (Drop off Father), Peter Jankovics (Park Goer), Martin Meszaros (comandante della polizia).

- Ascolti Italia: telespettatori 1 107 000 – share 4,50%[3]

## Criptovaluta
- Titolo originale: Secrets as Weapons
- Diretto da: Deborah Kampmeier
- Scritto da: Matt Olmstead

### Trama
La squadra indaga su una rapina che si è conclusa con l'omicidio di un trasportatore americano. Durante l'indagine Kellett viene ferita e Forrester vuole scoprire la verità.
- Guest star: Alana de la Garza (Isobel Castille), Fredric Lehne (Steve Webb), Tonya Glanz (Melissa Miller), James Sobol Kelly (Gene Pruett), Thue Rasmussen (Leland Schmid), Leander Vyvey (Kristian Hess), Dominik Tiefenthaler (Dante Graf), Ryan Kessler (Chet Lewis), Adam Wittek (Aiden "Hoschi" Baumgartner), Peter Marton (dottore), Szabolcs Kelemen (complice #1), János Radák (Ulrich Zimmerman), Kristof Fulop (dipendente del noleggio).
- Ascolti Italia: telespettatori 1 082 000 – share 4,60%[4]

## Ottimismo americano
- Titolo originale: American Optimism
- Diretto da: Deborah Kampmeier
- Scritto da: Matt Olmstead

### Trama
La squadra indaga su un cittadino americano che si proclama innocente dopo aver cercato rifugio presso l'ambasciata americana di Madrid mentre era ancora coperto dal sangue del suo fidanzato spagnolo assassinato.
- Guest star: Ivan Mok (Drew Edmonson), David Noroña (ispettore Mateo Diaz), Erica Lutz (Emma Healy), Rodrigo Penalosa Pita (Thiago Delgado), Armand Schultz (ambasciatore Gary Berger), Pat Garrett (signore Delgado), Aleida Torrent (De Leon), Mario De La Rosa (Pedro Muñoz), Ines Benz (figlia), Raquel Farias (madre), Simon Spinazzè (primo ministro), Előd Marosvölgyi (US Marine #1), John-Paschal Obi (US Marine #2).
- Ascolti Italia: telespettatori 1 314 000 – share 5,60%[5]

## L'anima degli scacchi
- Titolo originale: The Soul of Chess
- Diretto da: Alex Zakrzewski
- Scritto da: Wade McIntyre

### Trama
La squadra indaga sulla morte per avvelenamento di un giornalista americano dopo il suo tentativo di incontrare una fonte anonima in Polonia. Inoltre, Kellett accusa Forrester di essere iperprotettivo con lei durante la missione.
- Guest star: Magdalena Korpas (Alina Nowak), Aaron Serotsky (Michael Rafferty), Pawel Szajda (Alesky Zielinski), Toni Belafonte (Julianna Blake), Alexander Sokovikov (Piotr Efremov), Tom Hendryk (Henryk Galacki), Kumbi Mushambi (Philip Blake), Nicholas Gauci (Dasha), József Kovács Molnár (direttore del coro), Lucas Kristóf Halper (pedone polacco).
- Ascolti Italia: telespettatori 1 024 000 – share 4,60%[6]

## Segreti
- Titolo originale: The Secrets She Knows
- Diretto da: Anton Cropper
- Scritto da: Brooke Roberts

### Trama
Una negoziatrice dell'intelligence statunitense scompare e si scopre che il suo appartamento a Parigi è coperto del suo sangue. La squadra deve trovarla prima che i segreti nucleari del paese cadano nelle mani sbagliate. Inoltre, Forrester si ritrova a tracciare alcuni parallelismi con la scomparsa di sua madre.
- Guest star: Margo Seibert (Bridget Rapp), Cas Anvar (Ali Majidi), Moe Irvin (General Finley), Dan Bittner (Holden Barnes), Brock Taylor Yurich (Nick Blaine), Cerris Morgan-Meyer (Dierdre), Stacy Sobieski (Carla), Mathieu Bonnefont (tecnico FBC), Eleanor Shaw (tecnico FBC), Mamad Heidari (Davudi), Jon Tarcy (Lukacs Rezmuves), Samar Boukadida (Teller), Laurent Winkler (Bartender).
- Ascolti Italia: telespettatori 897 000 – share 4,10%[7]

## Nostalgia
- Titolo originale: Trying to Grab Smoke
- Diretto da: Alex Zakrzewski
- Scritto da: Matt Olmstead

### Trama
Il fondatore americano di un sito illegale per soli adulti viene ucciso a Praga. Il team ha il compito di localizzare il suo socio che è in fuga nella Repubblica Ceca. Inoltre, Kellett fatica a mantenere una relazione con sua madre a causa delle complicazioni del lavoro che la portano lontana da casa.
- Guest star: Julian McMahon (agente speciale Jess LaCroix), Brian Keane (Jim Clancy), Molly Brown (Ella Clancy), Laura Baranik (detective Marta Novak), Nick Basta (Fred Dobbins), Christina Rouner (Julianne Kellett), Jon Tarcy (Lukas Sipos), Jasmin Pitt (Pavlina Dudek), Whoopie Van Raam (Adela Buzek), Nikolaos Brahimllari (Antek Kral), James Payton (Lloyd Eckersley), László Szívos (guardia del corpo #1), Andor Potocsni (guardia del corpo #2).
- Ascolti Italia: telespettatori 931 000 – share 4,70%[8]

## Voce del popolo
- Titolo originale: Voice of the People
- Diretto da: John Polson
- Scritto da: Stuti Malhotra

### Trama
Una comitiva di americani è tra le vittime di un attentato a un festival a Budapest. La squadra viene coinvolta per trovare gli autori prima che colpiscano di nuovo. Inoltre, quando il nuovo fidanzato di Vo viene ferito nell'esplosione, lei valuta cosa significa veramente uscire insieme con un agente.
- Guest star: Ádam Boncz (Kobey Farkas), Terence Maynard (Bill Davies), Endre Hules (Gregor Varga), Jon Tarcy (Lukacs Sipos), Didi Anderson (Victoria Bern), Maja Bloom (Irena Simko), Jadran Malkovich (Elek Simko), Zsófi Galambos (tecnico di polizia), Milla Harmat (adolescente).
- Ascolti Italia: telespettatori 893 000 – share 4,40%[9]

## Crisi alla Filarmonica
- Titolo originale: One Kind of Madman
- Diretto da: Michael Katleman
- Scritto da: Roxanne Paredes

### Trama
Un gruppo di terroristi albanesi fa irruzione in un teatro di Sofia, in Bulgaria, e tiene in ostaggio il pubblico e gli artisti tra cui ci sono studenti statunitensi. Chiedono un riscatto in criptovaluta in cambio del loro rilascio. Il Fly Team dibatte in modo molto acceso con il commissario bulgaro che insiste per pompare un gas velenoso tramite il sistema di aria condizionata e fare irruzione nel teatro seguendo il modello russo durante la crisi del teatro Dubrovka. Inoltre, Raines è intenzionato a dimostrare le sue abilità sul campo e Forrester riceve notizie su Tank.
- Guest star: Nicholas Kolev (Aleks Yanev), Roberto Davide (Ivo Kostov), Louie Threlfall (Petar), Nick Gracer (Commissar Iliev), Michole Briana White (Helen McCree), James Hightower (Jason), Tamás Podlovics (Gjorg), Patrik Karlson (dottore Matyas), Dávid Csányi (albanese #1), Sandro Nicolini (albanese #2), Gabriel Bossa (albanese #3).
- Ascolti Italia: telespettatori 828 000 – share 4,30%[10]

## Vicino al sole
- Titolo originale: Close to the Sun
- Diretto da: Rob Greenlea
- Scritto da: Hussain Pirani

### Trama
Il Fly Team si unisce, con riluttanza, a un'indagine nell'Irlanda del Nord. Uno degli informatori preziosi di Kellett viene arrestato per il suo legame con una rapina e un omicidio. Kellet deve aiutarlo a riabilitare il suo nome.
- Guest star: Ryan Watkinson (Liam Walsh), Simon Delaney (capo Burke), Kevin O'Grady (ispettore Sean Henry), Jay Paulson (agente Harold Porter), Karen Hassan (Lauren Walsh), Sofia Cassells (Amelia Walsh), Diarmuid De Faoite (Patrick Ferrell), David Pearse (Rory), Rory Murphy (manager), Stephen Cromwell (tecnico della polizia).
- Ascolti Italia: telespettatori 954 000 – share 4,60%[11]

## La tratta
- Titolo originale: Chew Toy
- Diretto da: Rob Greenlea
- Scritto da: Hussain Pirani

### Trama
Quando un agente della polizia di New York viene arrestato in Transnistria per aggressione aggravata, la squadra indaga su un giro di traffico sessuale. Inoltre, Forrester riceve un messaggio insolito da un mittente sconosciuto.
- Guest star: Jeremy Sisto (agente speciale capo di secondo livello Jubal Valentine), Brian Letscher (Mark Douglas), Chris Payne Gilbert (ispettore Rick Savrinn), Sasha Rois (Lieutenant Timur Rusu), Elan Zafir (Vadim Cerban), Nick Nevem (Florin), Olivia Oprzynska (Sabina), Irén Bordán (madre di Florin), Adrienn Lörincz (venditore), Ekaterina Tuchina (dottore), Ilkin Seyidzade (marito).
- Ascolti Italia: telespettatori 898 000 – share 4,40%[12]

## Follower
- Titolo originale: One Point One Million Followers
- Diretto da: Derek Haas
- Scritto da: Hernan Otano

### Trama
Mentre Jamie e Scott cercano di "frenare" la loro relazione, Scott arriva a un bivio quando incontra sua madre, traditrice degli USA, che afferma di lavorare come agente doppiogiochista per la CIA. Allo stesso tempo, un famigerato magnate della tecnologia americano viene coinvolto in un omicidio a Francoforte. Il Fly Team deve inseguirlo tra i manifestanti locali che ha incitato con le sue teorie del complotto sui social media. Tale caccia all'uomo ricorda vagamente il caso dell'arresto di John McAfee in Spagna nell'ottobre 2020. Inoltre, a Jaeger piace lavorare nel suo paese d'origine.
- Guest star: Elizabeth Mitchell (Angela Cassidy), Jeremy Xido (detective Kripo Adler), Gabriel Olds (Michael Vestal), Alexander Devrient (Harold Pesch), Xenia Kitzmann (Lena Schmidt), Marcus Calvin (Frederick Schmidt), Mark Ebulué (Gary Murdoch), Rafaela Nicolay (Lula), Ian Porter (Dettman), Ikenna Damilola Suru (Garretson), Márton Nagyszokolyai (Jonas), Parham Nikseresht (Ben), Darko Bedic (guardia di frontiera tedesca).
- Ascolti Italia: telespettatori 842 000 – share 4,20%[13]

## Serpenti
- Titolo originale: Snakes
- Diretto da: Loren Yaconelli
- Scritto da: Matt Olmstead

### Trama
Quando una coppia fugge in Albania in attesa della condanna per aver rubato milioni di dollari in fondi di soccorso COVID dal governo degli Stati Uniti, il Fly Team e Jaeger devono fare i conti con la minacciosa famiglia criminale della moglie mentre cercano di rintracciare i due. Inoltre, Kellett lavora al caso da Budapest mentre lei e Forrester cercano di riconquistare i loro spazi professionali.
- Guest star: Nada Sharp (tenente Agnes Nika), Georgia T. Willow (Amelia Delvina), Christopher Convery (Gabriel Delvina), Rob Evors (James Delvina), Lou Jurgens (Fiona Delvina), Cristina Catalina (Lendina Abazi), Alain Blazevic (Lorik Abazi), Jason Lamar Ricketts (U.S. Marshal), Tamás Szitnyai (Luan), Denise Delgado (Aunt).
- Ascolti Italia: telespettatori 1 012 000 – share 5,10%[14]

## La lista nera
- Titolo originale: The Kill List
- Diretto da: David Barrett
- Scritto da: Wade McIntyre

### Trama
Il Fly Team deve capire come tenere al sicuro il procuratore generale degli Stati Uniti in una possibile violazione della sicurezza mentre è in Ungheria per un incontro importante. Inoltre, la sorella di Raines è a Budapest.
- Guest star: Brandon Prado (agente speciale Kyle Harmon), Barbara Eve Harris (procuratore generale Rebecca Blair), Jeremy Holm (capo unità Grimes), Attila Árpa (Károly), Amanda Victoria Vilanova (Mia Sahar), Connor Price (Ethan Castellaw), Laila Drew (Jordan Raines), Natalie Colette Shinnick (Grace), Melissa Neal (Aimee), Matt Kennard (John Mallory), Sam Donnelly (Ken Gregory), David Fecske (István), Tom Forbes (Nick Thorpe).
- Ascolti Italia: telespettatori 1 037 000 – share 5,70%[15]

## Non avrei dovuto lasciarla
- Titolo originale: Shouldn't Have Left Her
- Diretto da: Michael Katleman
- Scritto da: Derek Haas

### Trama
Quando la sorella di Raines scompare in Kosovo, lui va a cercarla, mettendo a rischio il suo lavoro e la sua vita. Inoltre, Kellett e Forrester devono affrontare un ulteriore esame dall'interno del Bureau.
- Guest star: Jay Paulson (agente Harold Porter), Luka Peroš (detective Ledar Tolka), Dmitry Turchaninov (detective Vizak Pocoli), Nathan Dean Williams (Matthew Alcott), Connor Price (Ethan Castellaw), Laila Drew (Jordan Raines), Natalie Shinnick (Grace), Harbin Mustafi (Leon Gashi), Harry Szovik (Farouk), Tamás Kosynus (Selman), Riadh Kbech Boula (detective #1), Douraid Guziani (detective #2).
- Ascolti Italia: telespettatori 774 000 – share 4,20%[16]

## Un caro amico
- Titolo originale: Left or Boom
- Diretto da: Nina Lopez-Corrado
- Scritto da: Rachael Joyce

### Trama
Il Fly Team è in difficoltà quando Vo viene trovata sulla scena in cui un regolatore del gioco d'azzardo ungherese è stato assassinato.
- Guest star: Pasha Lychnikoff (Paul Kovács), Andrew Pifko (LTC Ákos Valkó), Kadia Saraf (Legat Erin Padilla), Tom Forbes (Nick Thorpe), Marjan Radanovich (István Benkó), Tayssir Khalfallah (receptionist), Teréz Hartman (bartender), Gustavo Chigan (giovane bartender), Ferenc Jánosi (Roland Török).
- Ascolti Italia: telespettatori 942 000 - share 5,90%[17]

## Sradicamento
- Titolo originale: Uprooting
- Diretto da: Avi Youabian
- Scritto da: Brooke Roberts

### Trama
Quando un viticoltore americano viene ucciso a colpi di arma da fuoco nella sua tenuta in Occitania, il Fly Team deve determinare se la colpa è di un gruppo di protesta locale della regione con una storia di violenze contro gli stranieri.
- Guest star: Raphael Roger Levy (Guillaume), Alana O'Brien (Shannon Spencer), Angela Lin (Amanda Martin), Jeff Ayars (Henry Martin), Katalin Ruzsik (Sara Molnár), Laurent Maurel (LeGrand), Joffrey Platel (Dupuis), Julio Gabay (Jeremy Sheridan), Tony Nowicki (Daniel Spencer), David Coburn (Olivier).
- Ascolti Italia: telespettatori 680 000 - share 3,6%[18]

## Su queste acque
- Titolo originale: On These Waters
- Diretto da: Michael Katleman
- Scritto da: Hussain Pirani

### Trama
A seguito di un attacco da parte di uomini armati a bordo di una nave da crociera fluviale di proprietà americana sul Danubio, il Fly Team si dirige a Vienna per indagare sul motivo per cui la barca è stata presa di mira. Inoltre, Forrester si rende conto che i suoi sentimenti di sfiducia causati dal suo passato stanno influenzando le sue relazioni personali.
- Guest star: Nick Boraine (Leon Bauer), Stephen Plunkett (agente Tomas Richter), Anya Whelan-Smith (Lena Wosniak), Katalin Ruzsik (Sara Molnár), Kieran Roberts (Jeremy Wilcox), Andy Apollo (Simon Wosniak), Natalie Dunne (Petra), Corinna Nilson (Marie), Luca Molinari (Sebastian Klein), Iliaz Schweirif (poliziotto austriaco).
- Ascolti Italia: telespettatori 675 000 – share 3,6%[19]

## Che la rivoluzione abbia inizio
- Titolo originale: Get That Revolution Started
- Diretto da: Jonathan Brown
- Scritto da: Wade McIntyre

### Trama
Uno scienziato insoddisfatto approfitta della rabbia di un soldato verso le misure di contenimento della pandemia da COVID-19 per istigarlo a uccidere alcuni medici che ostacolano le sue idee innovative. Il Fly Team deve quindi catturare il cecchino che ha aperto il fuoco su un laboratorio biomedico in Belgio lasciando dei feriti e un biologo molecolare americano morto. Inoltre, Jaeger si scontra con il suo capo all'Europol a causa della sua lealtà al Fly Team, e alla fine viene da lui rimossa dall'incarico.
- Guest star: Christina Rouner (Julianne Kellett), William Ludwig (Willem Smit), Joseph Balderrama (Dr. Luc Michaud), Thirsa Van Til (Henriella Beckers), Dendrie Taylor (Celesse Jans), Bàlazs Csémy (caporale Dennis), Magnus Bruun (tenente De Hondt), Vinzenz Kiefer (Patrick Jans), Felix Uff (Marc Claes), Rabea Wywrich (Slania), Jodie Price (Agathe), Ed Ashe (Christopher Staton), Courtney Chen (Dr. Shu), Tolaymat Mohamed (sergente), Ashwin Varma (soldato belga), Daniel Ehigbai (soldato della base aerea).
- Ascolti Italia: telespettatori 649 000 – share 3,60%[20]

## Pinguino nero
- Titolo originale: Black Penguin
- Diretto da: Milan Cheylov
- Scritto da: Roxanne Paredes

### Trama
Il Fly Team e Jaeger si dirigono a Berlino dopo che un artista diciannovenne, figlio di un miliardario americano, viene trovato privo di sensi nel suo appartamento per overdose da ossicodone e fentanyl. Il padre sfrutta la propria influenza per coinvolgere l'FBI nelle indagini e scoprire chi gli ha venduto la droga, ma Forrester e i colleghi vengono intralciati da un gruppo di investigatori privati assunti sempre dal padre, che si rifiutano di condividere informazioni. 
- Guest star: William Ludwig (Willem Smit), Matt Croboy (Gabriel Watts), Nicole Forester (Marian Watts), T.J Ramini (Troy Levinson), Chris Rogers (ispettore Philip Honsel), Diedrie Henry (Amy Schwartz), Carlotta Banat (Tanja Kessler), Milo Callaghan (Julian Watts), Raphael Zari (Finn Schulz), Damian Schedler Cruz (Noah Bergen), Annabelle Mandeng (Ilsa Meier), Marcus Ho (Frank Delillo).
- Ascolti Italia: telespettatori 465 000 – share 1,90%[21]

## Compromessa
- Titolo originale: Crestfallen
- Diretto da: Rob Greenlea
- Scritto da: Matt Olmstead

### Trama
Quando un jet privato che trasporta cittadini americani viene abbattuto in Polonia, il Fly Team indaga sull'unico uomo che ha perso il volo. Inoltre, la madre di Forrester gli chiede aiuto per portare in salvo un alto esponente del Cremlino (che si rivela essere il passeggero rimasto a terra ed è nascosto in Croazia) deciso a tradire il proprio Paese e a chiedere asilo negli Stati Uniti, mettendo il figlio e di conseguenza la squadra in una posizione difficile. Alla fine Scott scopre che la madre è sempre stata "leale" verso gli USA, facendo quindi il doppio gioco per la Russia. Katrin è stata promossa a capo della sede Europol dell'intera Europa Centrale, e l'episodio si conclude con una piccola festa d'addio in un locale di Budapest, in cui ciascuno racconta i propri aneddoti su di lei e poi fanno un brindisi.
- Guest star: Elizabeth Mitchell (Angela Cassidy), Aaron Serotsky (Michael Refferty), Moe Irvin (generale Finley), Lotte Verbeek (Astrid Jensen), Alon Abutbul (Pavel Novikoff), Michael Torpey (Ken Dandridge), Adam Fidusiewicz (Vladislav), Philip Rosch (Greg Hutchinson), Temiloluwa Ami-Williams (assistente di volo).
- Nota. Questo episodio è l'ultimo per Christiane Paul, interprete di Katrin Jaeger.
- Ascolti Italia: telespettatori 477 000 – share 2%[21]